# Skencil
Skencil (ранее Sketch) — свободно распространяемый векторный графический редактор. Первая версия 0.5.0 вышла 31 октября 1998 года.
Программа написана на языке Python (на C — только некоторые модули).
19 июня 2005 года вышла последняя стабильная версия 0.6.17. В 2010 году появилась версия 1.0 alpha, подготовленная командой sK1. Кроме Linux, на разных архитектурах (i386, DEC Alpha, m68k, PowerPC и SPARC) возможна работа с FreeBSD и Solaris на IRIX64 6.4 и AIX.
В 2003 году была прекращена разработка версий 0.6.x на базе виджетов Tk и начато развитие новой ветки программы с использованием библиотек Gtk+. В результате появилось ответвление на базе виджетов Tk, которое получило название sK1.
Разработчики Skencil планировали перейти с Tk на Gtk+ и к многодокументному интерфейсу. С 2010 года проект заморожен. Идеологическим наследником стал проект sK1 2.0, написанный с использованием wxWidgets и реализовавший значительное количество функционала, характерного для профессиональных векторных редакторов.